# 임휴사
임휴사(臨休寺)는 대구광역시 달서구 상인동의 앞산에 위치한 대한불교조계종 소속의 사찰이다. 조계종 제9교구 본사 동화사의 말사이다.
신라 경명왕 5년(921년)에 영조(靈照)가 창건한 것으로 알려져 있다. 임휴사는 팔공산 일대에 산재한 고려 태조 왕건의 설화와 관련된 이야기가 전한다. 왕건이 후백제 견훤과의 공산 전투에서 패해 도망친 뒤 이 곳에 와서 군사를 추스려 쉬어갔다는 전설이다. 왕건이 잠시 쉬어간 절이라 하여 임휴사라는 이름이 붙었다. 이후 조선 후기인 1811년에 중창했다.
현대에 와서 2004년에 방화로 추정되는 화재가 발생하여 주건물인 대웅전과 산실각이 완전히 소실되었다. 불상과 탱화도 꺼내오지 못한 큰 사고였다. 문화재로는 요사 아래쪽 목재 계단 밑에 조선 시대의 부도 1기가 남아 있는 정도이다.
임휴사는 관세음보살에게 올리는 기도가 효험이 있다 하여 관음기도처로 유명하다. 왕건의 전설에도 팔공산에서 많은 군사를 잃고 쫓기는 신세이던 왕건이 관세음보살에게 기도했다는 이야기가 나온다. 인근에는 위장병에 좋다는 약수가 솟는 석샘이 있어 많은 사람들이 찾고 있다.

## 같이 보기
- 앞산